# Cairani (distrito)
Cairani é um distrito do Peru, departamento de Tacna, localizada na província de Candarave.

## Transporte
O distrito de Cairani é servido pela seguinte rodovia:
- TA-103, que liga o distrito de Candarave à cidade de Tarata[1][2][3]